# Transporte ferroviario en Vietnam

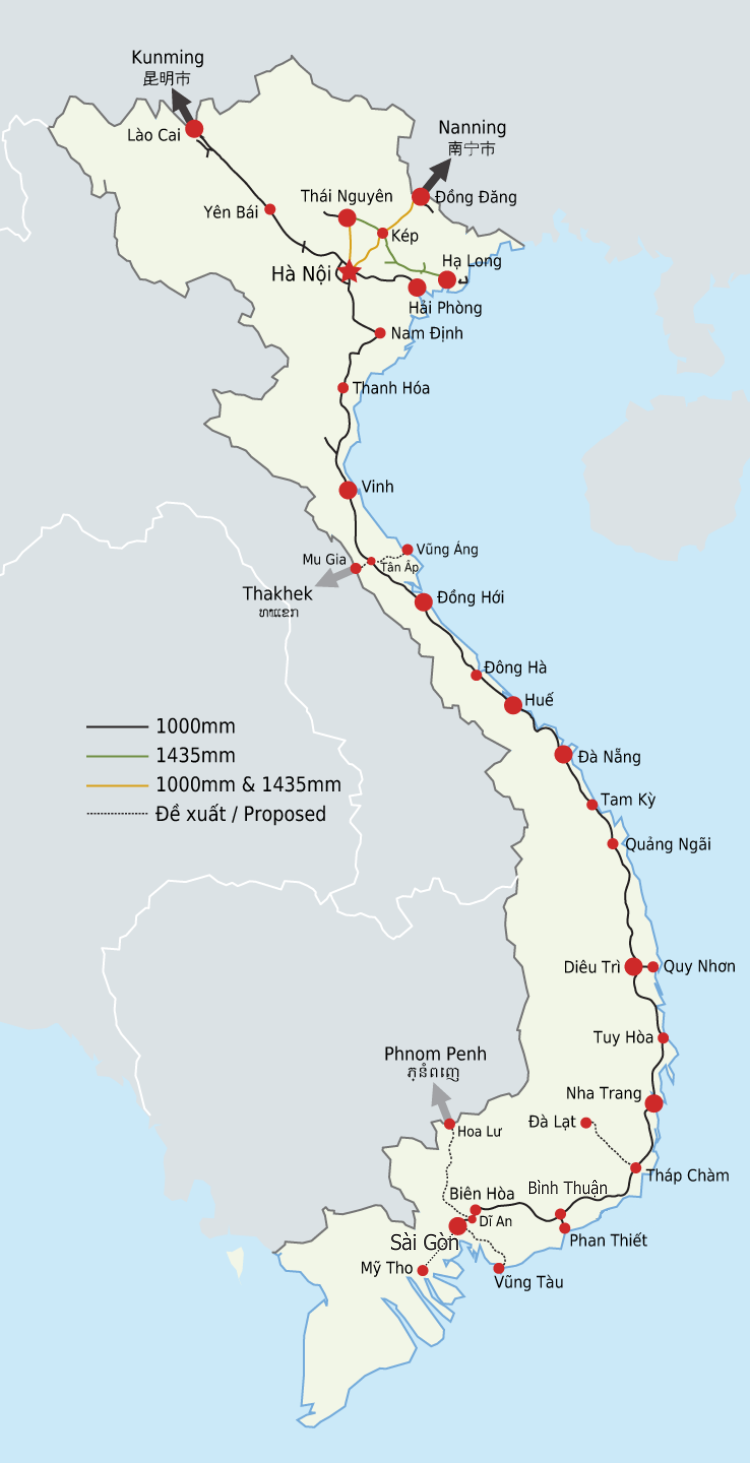
Mapa de la red ferroviaria de Vietnam.

El sistema ferroviario de Vietnam es propiedad y está gestionado por la empresa estatal Vietnam Railways (en vietnamita: Đường sắt Việt Nam). La ruta principal, el ferrocarril Norte-Sur de vía única que discurre entre Hanói y Ciudad Ho Chi Minh, representa 1.726 kilómetros de la longitud total de la red, que es de 2.600 kilómetros. La red nacional de ferrocarriles utiliza principalmente vías de ancho métrico, aunque hay varias líneas de ancho estándar y mixto en el norte del país.
Los primeros ferrocarriles de Vietnam se establecieron en la década de 1880, y su construcción comenzó en 1888; entre ellos se encontraba un tranvía que circulaba entre los puertos de Saigón y Cholon, y una línea ferroviaria regional que conectaba Saigón con Mỹ Tho. La construcción de ferrocarriles floreció poco después, durante la administración de Paul Doumer como Gobernador General de la Indochina francesa, de 1897 a 1902. Fue durante esta época cuando comenzó la construcción de los ferrocarriles Yunnan-Vietnam y Norte-Sur. La construcción de la línea Norte-Sur duró más de treinta años, terminando finalmente en 1936, tiempo durante el cual también se completaron otros ramales. A partir de la Segunda Guerra Mundial, toda la red ferroviaria se convirtió en objetivo de los bombardeos de varios grupos, incluidas las tropas norvietnamitas y survietnamitas durante la guerra de Vietnam. Aunque las líneas principales -sobre todo la línea Norte-Sur- se restauraron rápidamente y volvieron a estar en servicio una vez finalizado el conflicto, muchos ramales fueron abandonados y desmantelados a su costa, y su infraestructura se utilizó para sustituir tramos dañados de las líneas principales, o se vendió como chatarra.
Con el aumento del crecimiento económico provocado por las reformas Doi Moi de finales de los 80, el sistema ferroviario ha entrado en una fase renovada de desarrollo. Se han propuesto o se están llevando a cabo varios proyectos importantes apoyados por la ayuda oficial al desarrollo, entre los que se incluyen una serie de proyectos para mejorar la seguridad de los puentes y del ferrocarril en la línea Norte-Sur, conexiones con Camboya y Laos, y la restauración de una serie de líneas desaparecidas, entre ellas el ferrocarril de Đà Lạt-Tháp Chàm, establecido por primera vez en la década de 1930. También se ha propuesto un enlace ferroviario de alta velocidad entre Hanói y Ciudad Ho Chi Minh, que reduciría la duración del viaje de 30 horas a unas 6 horas. En Laos se ha celebrado una ceremonia, pero la construcción sigue paralizada (2019) de una línea ferroviaria a Lao Bao desde Savannakhet, frente a la cabecera ferroviaria tailandesa a Bangkok.

## Uso
El transporte ferroviario sigue estando relativamente infrautilizado como modo de transporte en Vietnam. Mientras que el transporte por carretera domina con creces el sector del transporte -representa el 65% del transporte de mercancías en 2006-, el transporte ferroviario sólo representaba el 4% del transporte de mercancías en 2008, y el 5% del transporte de pasajeros, lo que le llevó a ser considerado el "menos relevante" de todos los modos de transporte en el Libro Verde de la Unión Europea sobre Vietnam de 2010. Sin embargo, según los informes del Banco Asiático de Desarrollo, el papel del transporte ferroviario está creciendo y se está haciendo un hueco importante en el transporte de mercancías a granel de larga distancia.
El siguiente cuadro ofrece una visión general del volumen y el tráfico del transporte ferroviario durante el periodo 1998-2011:
| Tipo de transporte                  | 1998   | 2000   | 2002   | 2004   | 2006   | 2008   | 2009   | 2010   | 2011   |
| ----------------------------------- | ------ | ------ | ------ | ------ | ------ | ------ | ------ | ------ | ------ |
| Volumen de carga (kt)               | 4977,6 | 6258,2 | 7051,9 | 8873,6 | 9153,2 | 8481,1 | 8247,5 | 7861,5 | 7234,1 |
| Tráfico de mercancías (Mt-km)       | 1369,0 | 1955,0 | 2391,5 | 2745,3 | 3446,6 | 4170,9 | 3864,5 | 3960,9 | 4098,5 |
| Volumen de pasajeros (Mpersonas)    | 9,7    | 9,8    | 10,8   | 12,9   | 11,6   | 11,3   | 11,1   | 11,2   | 11,9   |
| Tráfico de pasajeros (Mpersonas-km) | 2542,3 | 3199,9 | 3697,2 | 4376,3 | 4333,7 | 4560,4 | 4138,1 | 4377,9 | 4569,1 |

## Historia

### Comienzos coloniales

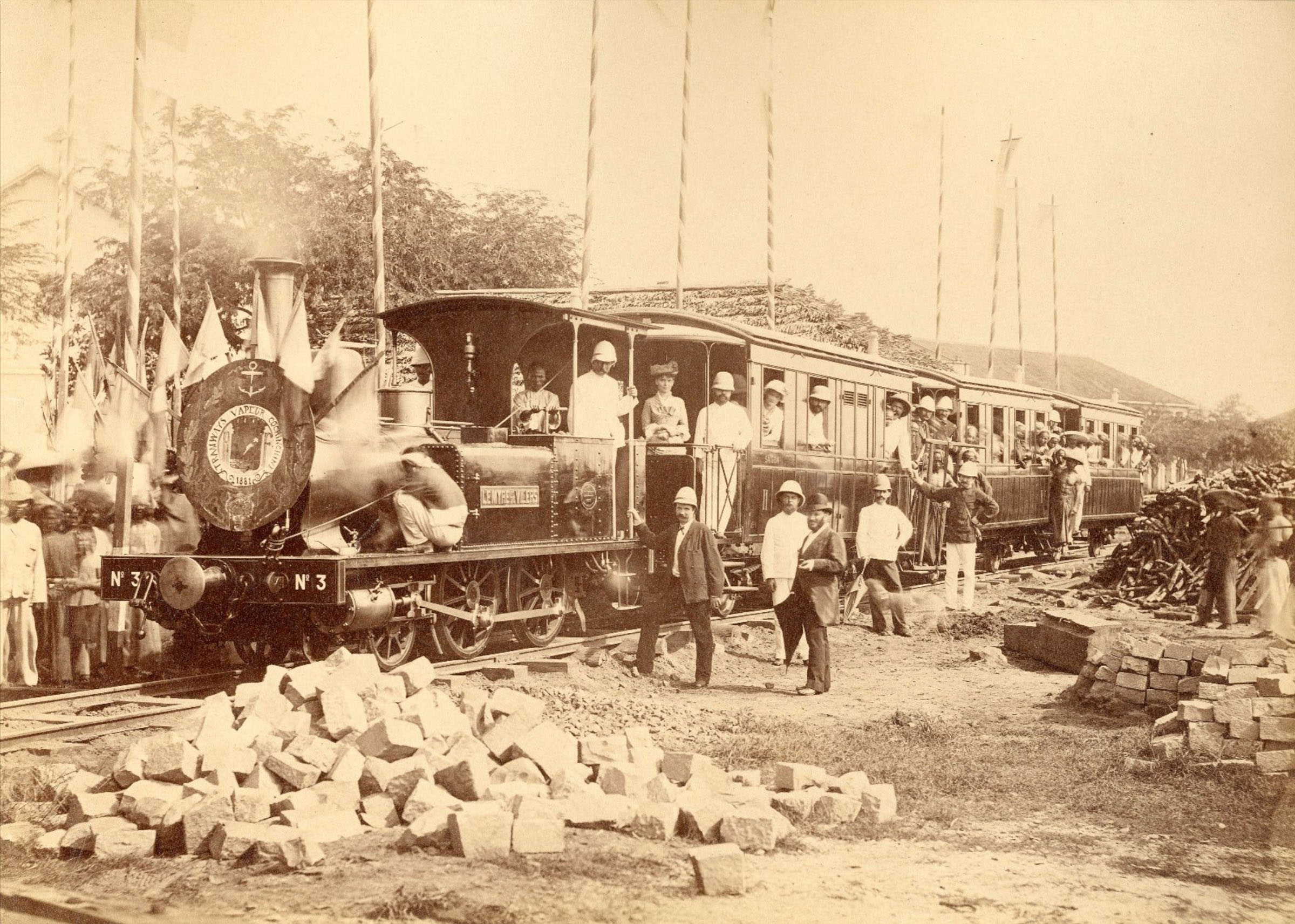
Inauguración del tranvía Saigón-Cholon, 1881.

El transporte ferroviario se introdujo en Vietnam en la década de 1880, con el apoyo de la administración francesa de Indochina. El primer proyecto ferroviario que se completó fue el tranvía Saigón-Cholón, establecido en 1881 en lo que entonces era Cochinchina, operado por la Compañía de Tranvías a Vapor de Cochinchina (SGTVC). Tras un mes de funcionamiento, el vicegobernador de Cochinchina señaló que el número de pasajeros ya había alcanzado los dos mil. Ese mismo año comenzó la construcción del primer proyecto ferroviario regional, que unía Saigón y Mỹ Tho, y que se completó poco después, en 1885. La línea Saigón-Mỹ Tho redujo el tiempo de viaje entre las dos ciudades de 12 a sólo 3 horas, y estableció una conexión entre Saigón y las rutas marítimas del Delta del Mekong. El primer ferrocarril de Tonkín, una línea de 600 mm de ancho que conectaba Lạng Sơn con Phu Lang Thuong (ahora conocido como Bắc Giang), se estableció en 1895.
La construcción de ferrocarriles se multiplicó durante la administración de Paul Doumer como Gobernador General de la Indochina francesa, de 1897 a 1902. El predecesor de Doumer, Jean Marie de Lanessan, estaba convencido de la necesidad de construir vías férreas para conectar las diferentes partes de Indochina, y había identificado ciertas rutas clave que debían construirse de forma prioritaria; entre ellas, una ruta que conectaba Hanói y Saigón, y otra que conectaba Hanói y Lào Cai. En 1897, Doumer presentó una propuesta global para el desarrollo del ferrocarril en Indochina, que incluía planes para lo que acabaría siendo el ferrocarril Yunnan-Vietnam y el ferrocarril Norte-Sur. El gobierno francés aprobó la construcción de toda la línea de Yunnan y varios tramos de la línea Norte-Sur, aprobando un préstamo de 200 millones de francos al año siguiente. Las obras se iniciaron rápidamente, con la mejora de la línea Phu Lang Thuong-Lạng Sơn y su ampliación desde Hanói hasta la frontera china en Dong Dang. El tramo entre Gia Lâm y Đồng Đăng se inauguró en julio de 1900, pero la conversión del ancho de vía del tramo restante y el primer tramo de la línea de Yunnan entre Hanói y Haiphong no se completaron hasta 1902.

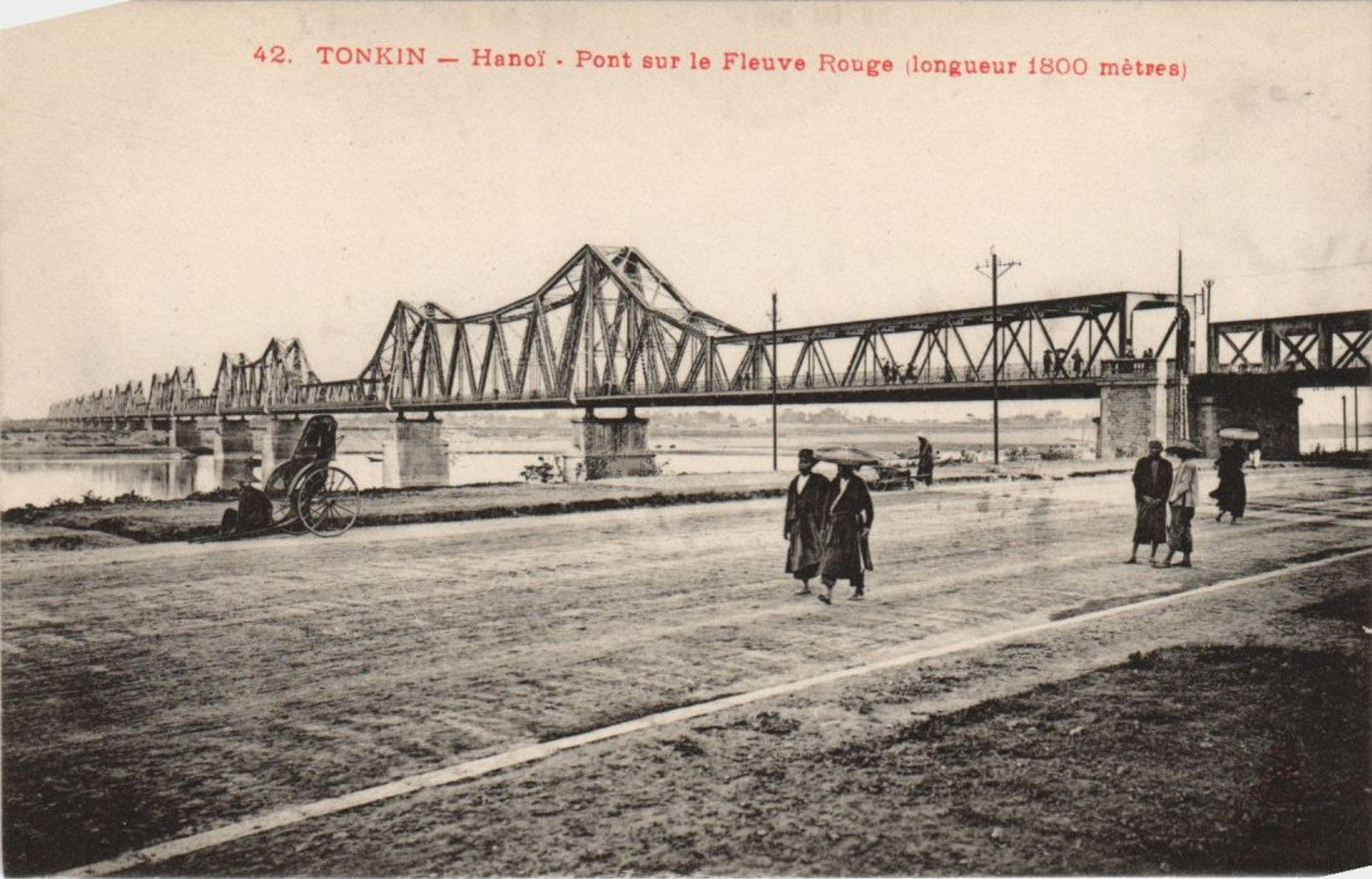
Puente Long Bien, construido en 1902.

El ferrocarril Hanói-Haiphong era un tramo del ferrocarril Yunnan-Vietnam, que había comenzado a construirse en 1900, y continuó hacia el norte con la construcción del puente Paul Doumer (ahora conocido como puente Long Bien) en 1902, el mayor puente del sudeste asiático en aquella época. La construcción de la línea de Yunnan continuó hacia el noroeste, hacia la ciudad fronteriza de Lào Cai, abriéndose en segmentos a partir de 1903; la línea completa Hanói-Lào Cai se inauguró finalmente en 1906. Finalmente, en 1910, la línea se extendió hasta su destino final, Kunming. La construcción de la línea de Yunnan fue una empresa extremadamente difícil, que supuso no sólo grandes gastos sino también una gran pérdida de vidas humanas. Al menos 12.000 trabajadores murieron de malaria o de accidentes, 10.000 de ellos sólo en el valle del río Nanxi.
La construcción del Ferrocarril Norte-Sur comenzó en 1899 y duró más de treinta años, con tramos individuales completados en serie: de 1899 a 1905, se tendió el tramo Hanói-Vinh, seguido por el tramo Nha Trang-Saigón de 1905 a 1913, luego el tramo Vinh-Huế de 1913 a 1927, y finalmente, el tramo Huế-Nha Trang restante de 1930 a 1936. El 2 de octubre de 1936, la totalidad del enlace Hanói-Saigón, de 1.726 km, se puso formalmente en funcionamiento. Los primeros viajes de extremo a extremo de la línea recién terminada, bautizada como Transindochinois, solían durar unas 60 horas, es decir, dos días y tres noches. A finales de la década de 1930, el tiempo se redujo a unas 40 horas, con trenes que viajaban a una velocidad media de 43 km/h (27 mph).

### Tiempo de guerra

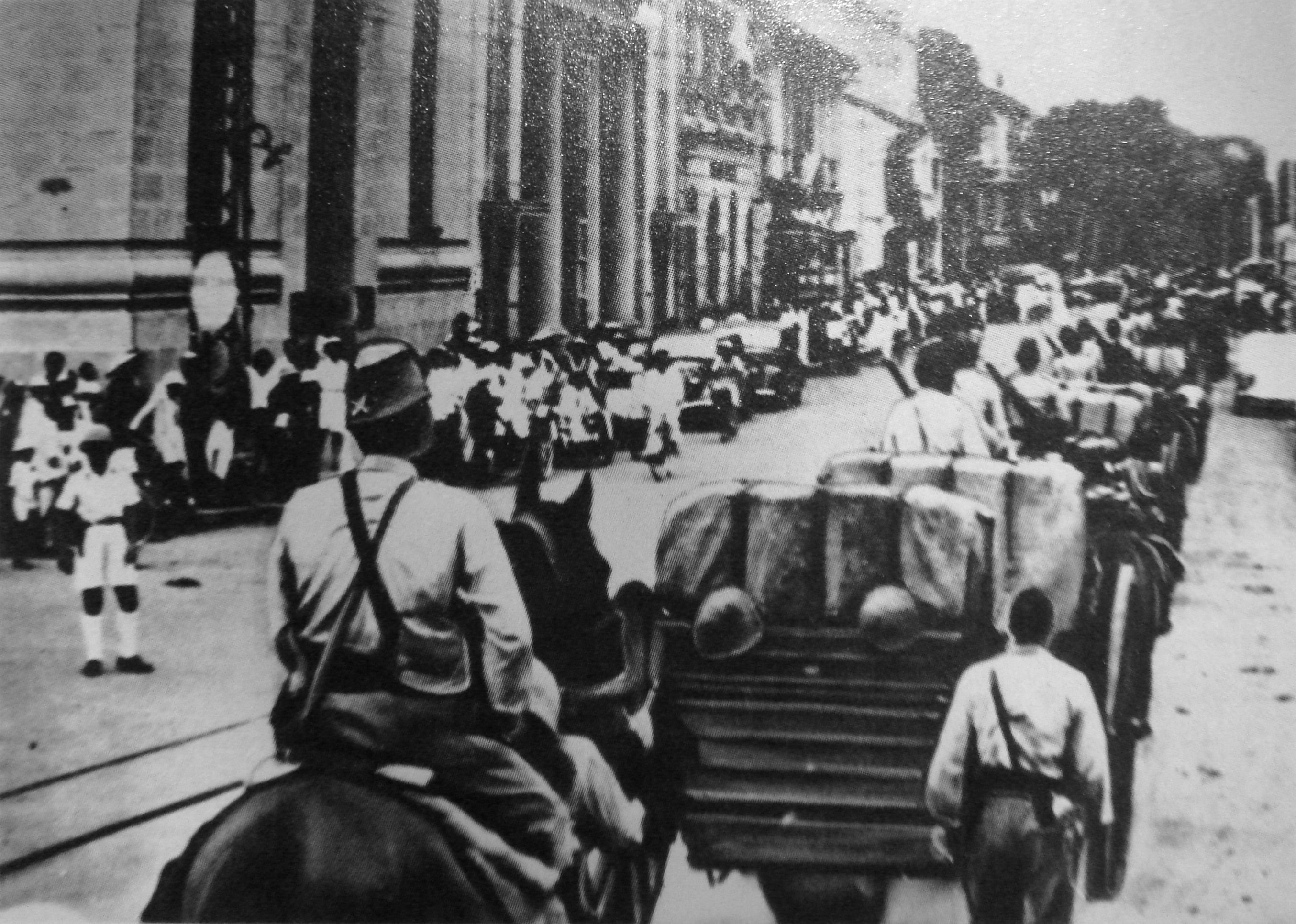
El ejército expedicionario japonés de Indochina entra en Saigón en 1941.

Desde el comienzo de la segunda guerra sino-japonesa en 1937, el ferrocarril hacia Yunnan sirvió de canal para el envío de armas al Kuomintang chino. La negativa francesa a detener los envíos de armas y otros bienes relacionados con la guerra a China a través de Tonkin acabó provocando la invasión de la Indochina francesa por las fuerzas japonesas en 1940. Los japoneses utilizaron ampliamente el sistema ferroviario durante su ocupación, invitando al sabotaje del Viet Minh, así como a los bombardeos aéreos de los aliados. Los ferrocarriles sufrieron daños considerables, incluida la destrucción de puentes.
Poco después de terminar la Segunda Guerra Mundial, comenzó la primera guerra de Indochina, y el sabotaje del Viet Minh al sistema ferroviario continuó, esta vez contra los ejércitos de la Unión Francesa. Los franceses devolvieron el pleno funcionamiento a varios tramos del ferrocarril, permitiendo que los trenes circularan libremente de Saigón a Ninh Hoa, de Saigón a Loc Ninh, de Saigón a Mỹ Tho y de Huế a Tourane (Da Nang) a finales de 1947. Los tramos situados entre Nha Trang y Tourane y al norte de Huế se consideraron demasiado inseguros para volver a ponerlos en servicio en ese momento.

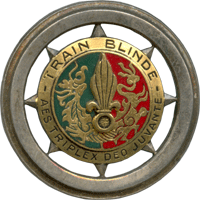
Insignia de La Rafale, el tren blindado utilizado por los franceses.

Al principio del conflicto, los intentos de sabotaje del Viet Minh no lograron dañar seriamente los ferrocarriles franceses, y la mayoría de los trenes circularon sin mucha protección. Sin embargo, a partir de 1947, el Viet Minh comenzó a utilizar minas, y la circulación se ralentizó a medida que se hacían más potentes. En respuesta, los franceses empezaron a utilizar el tren blindado armado La Rafale como transporte de carga y como unidad móvil de vigilancia. En febrero de 1951, el primer Rafale entró en servicio en el tramo Saigón-Nha Trang de la línea Norte-Sur, tripulado por el 2.º Regimiento de Infantería Extranjera (Legión Extranjera francesa). Sin embargo, el uso del Rafale no logró disuadir al Vietminh, que continuó saboteando la línea, haciéndose con sus raíles al amparo de la noche y utilizándolos para crear una red ferroviaria clandestina de 300 kilómetros de longitud entre Ninh Hoa y Da Nang, en una zona controlada por el Vietminh. En 1954, tras la firma de los Acuerdos de Ginebra y el final de la primera guerra de Indochina, Vietnam -junto con su sistema ferroviario- se dividió a lo largo del río Bến Hải, en la provincia de Quảng Trị.
A lo largo de la guerra de Vietnam, la red ferroviaria vietnamita -especialmente el ferrocarril Norte-Sur- fue objeto de bombardeos y sabotajes por parte de las fuerzas norvietnamitas y survietnamitas. En el Sur, la ayuda estadounidense permitió al gobierno survietnamita reconstruir la línea principal entre Saigón y Huế, y también se completaron varios ramales. Sin embargo, a medida que avanzaban los esfuerzos de reconstrucción, se intensificaron los bombardeos y el sabotaje de las vías férreas por parte del Viet Cong y los norvietnamitas, lo que redujo la capacidad de transporte y la eficacia del ferrocarril, y finalmente obligó a abandonar muchos tramos grandes de la vía. En 1964, los tifones Joan e Iris, los peores que afectaron a Vietnam en sesenta y cinco años, dañaron aún más el sistema ferroviario, restringiendo las operaciones a cinco segmentos separados. En diciembre de 1966 se inició un segundo esfuerzo de reconstrucción, asistido de nuevo por el gobierno estadounidense, que avanzó en las zonas en las que se restableció la seguridad. El sistema reabrió 340 kilómetros de línea principal en las zonas donde se restableció la seguridad.

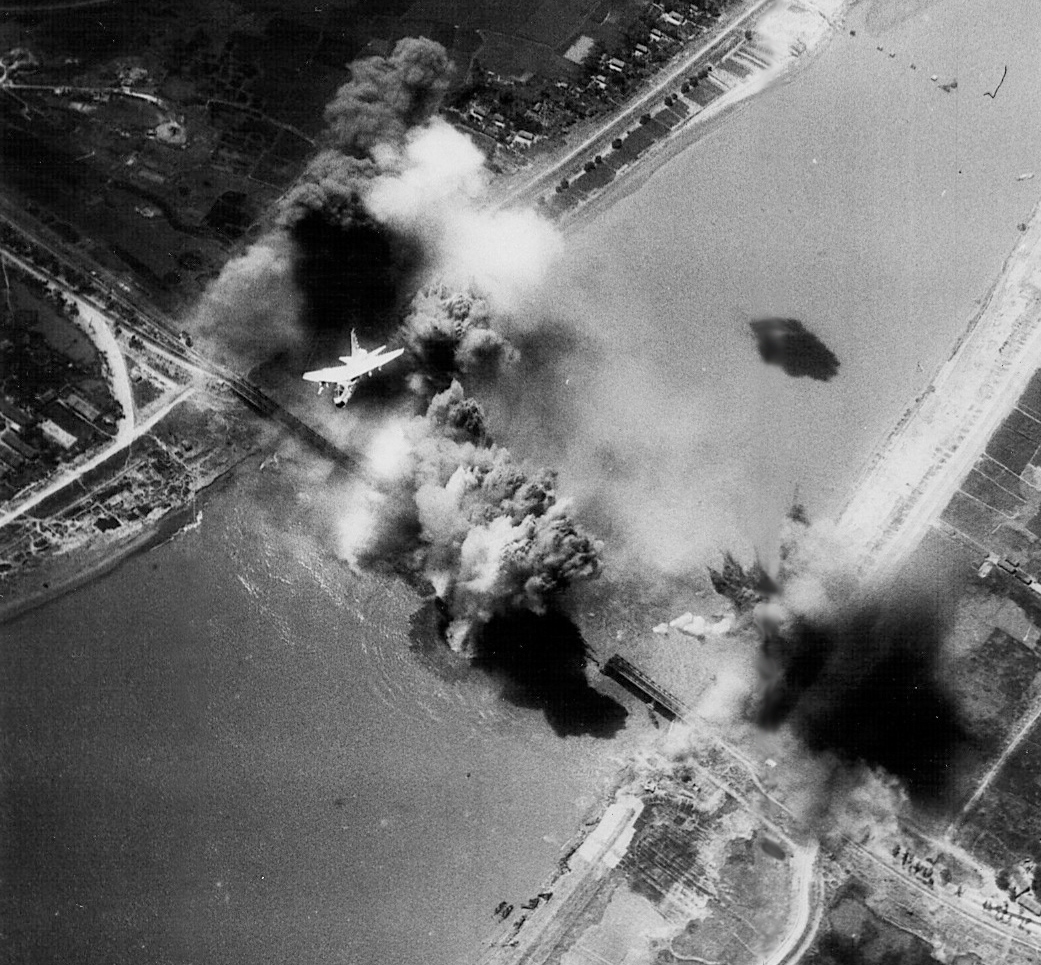
Un escuadrón de ataque estadounidense bombardea el puente de Hải Dơng durante la Operación Linebacker I.

En Vietnam del Norte, los bombardeos estadounidenses sobre los ferrocarriles se concentraron en objetivos clave, como los puentes, tanto a lo largo del ferrocarril Norte-Sur como de las líneas al norte de Hanói, como las líneas Hanói-Lào Cai y Hanói-Dong Dang. En varios momentos de la guerra, los bombardeos estadounidenses obstaculizaron gravemente el transporte a lo largo de ambas líneas, de las que los norvietnamitas dependían para los envíos de sus aliados chinos. La Operación Trueno Rodante fue la primera campaña de bombardeos a gran escala llevada a cabo por la Fuerza Aérea de Estados Unidos, que tuvo lugar desde el 2 de marzo de 1965 hasta el 1 de noviembre de 1968, cuando el presidente estadounidense Lyndon B. Johnson suspendió temporalmente los ataques aéreos. Los bombardeos aéreos a gran escala se reanudaron entre el 9 de mayo y el 23 de octubre de 1972, para la Operación Linebacker, y de nuevo entre el 18 y el 29 de diciembre de 1972, para la Operación Linebacker II, con menos restricciones de objetivos que Rolling Thunder.
Las tropas de ingeniería ferroviaria de la República Popular China, desplegadas a finales de junio de 1965, se encargaron de reparar los daños causados por el bombardeo. A finales de diciembre de ese año, la reconstrucción había concluido en 363 kilómetros de las líneas Hanói-Lào Cai y Hanói-Dong Dang, aumentando considerablemente la capacidad de transporte. Se añadió un tercer carril a las líneas existentes, utilizando una separación de ancho de vía estándar, convirtiéndolas efectivamente en líneas de ancho mixto. Esto permitió que los trenes chinos conectaran directamente con la red ferroviaria vietnamita, sin necesidad de romper el gálibo. También se construyeron muchas estaciones, puentes y túneles nuevos, y una línea ferroviaria completamente nueva, la línea Thái Nguyên-Kép, como conexión estratégica entre las líneas Hanói-Dong Dang y Hanói-Thái Nguyên.

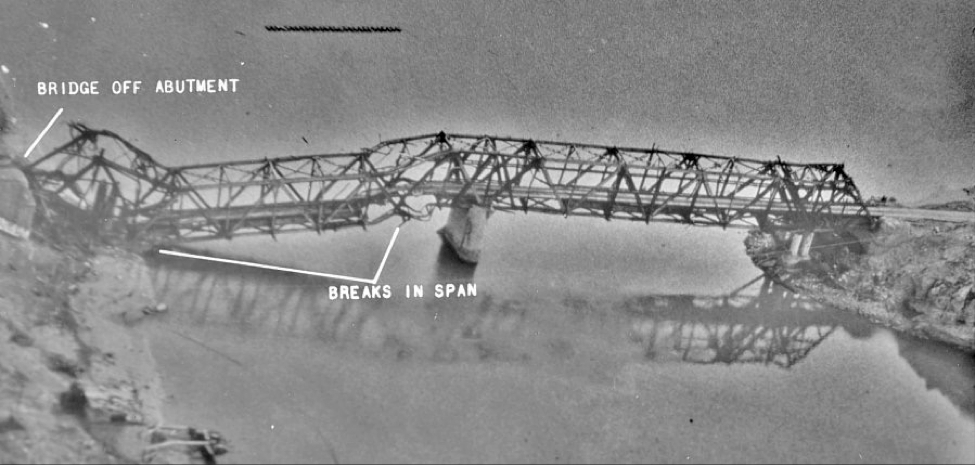
El puente de Thanh Hóa, dañado por las bombas estadounidenses en 1972.

Un objetivo especialmente difícil para los bombarderos de la Fuerza Aérea estadounidense era el puente de Thanh Hóa, un puente combinado de carretera y ferrocarril bien defendido a lo largo de la línea principal en la provincia de Thanh Hóa. El puente fue atacado varias veces entre 1965 y 1972. Varias veces se interrumpió el tráfico sobre el puente, pero cada vez, los norvietnamitas pudieron reparar los daños. Finalmente, el puente fue destruido por bombas inteligentes guiadas por láser durante sendas incursiones realizadas el 27 de abril y el 13 de mayo de 1972, en el marco de la operación Linebacker.
Tras la caída de Saigón, el 30 de abril de 1975, el gobierno comunista del nuevo Vietnam unificado tomó el control del antiguo ferrocarril survietnamita. La línea Norte-Sur, gravemente dañada por la guerra, se restauró y volvió a funcionar el 31 de diciembre de 1976, promocionada como símbolo de la unidad vietnamita. En el poco tiempo transcurrido entre la rendición del Sur y la reapertura de la línea, se repararon 1334 puentes, 27 túneles, 158 estaciones y 1370 agujas. Otras líneas ferroviarias que existían, como la línea Da Lat-Thap Cham, fueron desmanteladas durante este periodo para proporcionar materiales para la reparación de la línea principal. El estallido de la guerra sino-vietnamita en 1979 provocó el cierre de las fronteras, incluidas las ferroviarias; en particular, el puente ferroviario que conectaba Lào Cai y Hekou en la línea Yunnan-Vietnam fue destruido por un sabotaje durante el conflicto. El tráfico ferroviario entre ambos países se reanudaría finalmente en 1992.

## Red

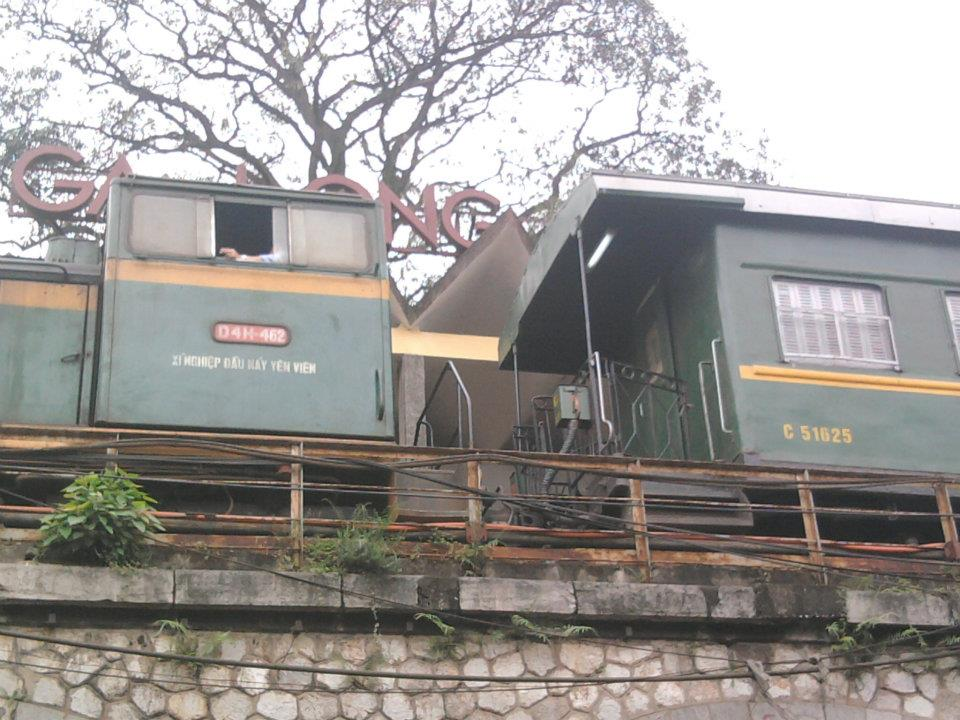
Una locomotora D4H-462 en la estación de tren de Long Biên.

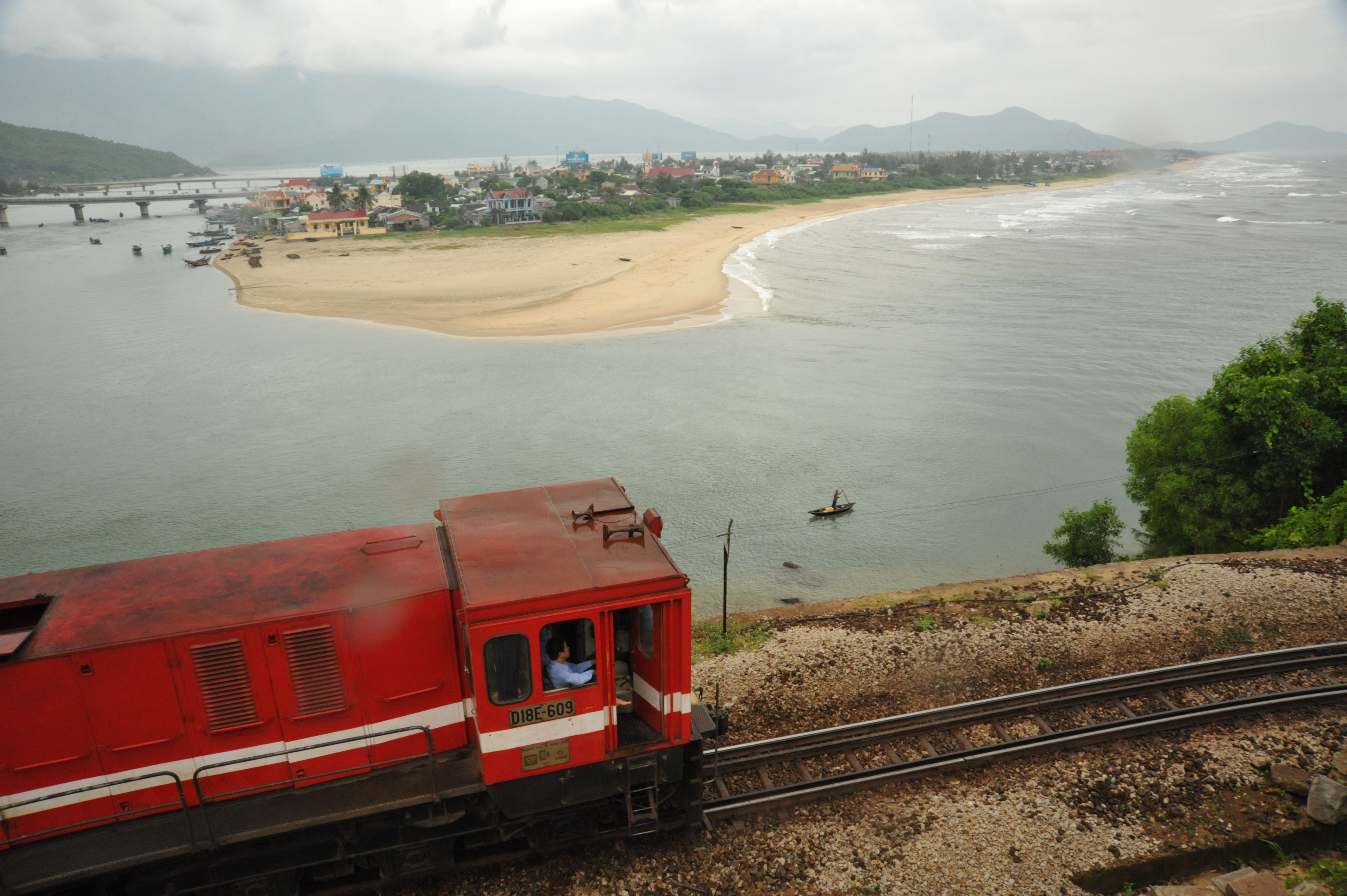
Una locomotora diésel en la playa de Lang Co.

La red ferroviaria vietnamita tiene una longitud total de 2.600 kilómetros, dominada por la línea Norte-Sur que discurre entre Hanói y Ciudad Ho Chi Minh; en 2007, el 85% del volumen de pasajeros de la red y el 60% del volumen de carga se transportaba por esta línea. En 2005, la red ferroviaria vietnamita contaba con 278 estaciones, 191 de las cuales estaban situadas en la línea Norte-Sur.

### Realidades operativas
La línea Norte-Sur atraviesa algunas zonas urbanas congestionadas, con muy poco espacio libre (menos de 1 metro a cada lado), por lo que se recurre a las bocinas. Aunque la línea es de vía única, la velocidad aumenta fuera de las zonas urbanas, y los raíles son de calidad para superar fácilmente el tráfico de las autopistas, pero esto no permite la flexibilidad y la frecuencia de los horarios ni la seguridad, ya que la separación de niveles es casi inexistente y los pasos a nivel son la norma.

### Propuestas
En los últimos años se ha propuesto la construcción de varias líneas ferroviarias en Vietnam. El mayor de estos proyectos es la línea ferroviaria de alta velocidad North-South Express, que conectará Ha Noi y Ciudad Ho Chi Minh (véase ferrocarril de alta velocidad, más abajo), valorada en unos 56.000 millones de dólares. Debido a su coste, los planes para la línea están actualmente en suspenso a la espera de un estudio más profundo del proyecto. Otros proyectos implican la restauración de líneas ya existentes, como las líneas Da Lat-Tháp Chàm y Ho Chi Minh City-Loc Ninh, ambas construidas originalmente en la década de 1930, pero que cayeron en desuso tras décadas de guerra. Las líneas propuestas Ho Chi Minh City-Loc Ninh y Mụ Giạ-Vung Ang (ambas ya existían o habían sido consideradas antes de la Segunda Guerra Mundial) establecerían los primeros enlaces ferroviarios internacionales de Vietnam con Camboya y Laos, respectivamente.

### Líneas actuales
| Descripción        | Puesta en marcha | Longitud            | Estaciones | Tiempo de viaje | Ancho de vía   |
| ------------------ | ---------------- | ------------------- | ---------- | --------------- | -------------- |
| Norte-Sur          | 1936             | 1726 km (1072,5 mi) | 191        | 30 hrs          | Ancho métrico  |
| Hanói-Làoi Cai     | 1906             | 296 km (183,9 mi)   | 40         | 10 hrs          | Ancho métrico  |
| Hanói–Đồng Đăng    | 1902             | 163 km (101,3 mi)   | 23         | 4.25 hrs        | Ancho mixto    |
| Kép–Ha Long        | 1950s            | 106 km (65,9 mi)    | 12         | 4.5 horas       | Ancho estándar |
| Hanói–Haiphong     | 1902             | 102 km (63,4 mi)    | 18         | 2.5 horas       | Ancho métrico  |
| Hanói–Thái Nguyên  | 1962             | 75 km (46,6 mi)     | 14         | ??              | Ancho mixto    |
| Thái Nguyên–Kép    | 1966             | 57 km (35,4 mi)     | 6?         | ??              | Ancho estándar |
| Pho Lu–Xuan Giao   | ??               | 11 km (6,8 mi)      | ??         | ??              | ??             |
| Tien Kien–Bai Bang | ??               | 10,5 km (6,5 mi)    | ??         | ??              | Ancho métrico  |
| Da Lat–Trai Mat    | 1932             | 7 km (4,3 mi)       | 2          | ??              | Ancho métrico  |
| Tien Kien–Lam Thao | ??               | 4,1 km (2,5 mi)     | ??         | ??              | Ancho métrico  |

### Líneas propuestas
| Descripción                              | Longitud           | Ancho de vía   | Notas |
| ---------------------------------------- | ------------------ | -------------- | --- |
| North–South Express Railway              | 1570 km (975,6 mi) | Ancho estándar | Cancelado, véase ferrocarril de alta velocidad, más abajo. |
| Ho Chi Minh City–Cần Thơ Express Railway | 139 km (86,4 mi)   | Ancho estándar | |
| Da Lat–Thap Cham                         | 127 km (78,9 mi)   | Ancho métrico  | Establecido originalmente en 1932. Una sección todavía en uso; véase Da Lat-Trai Mat más arriba. |
| Ho Chi Minh City–Vũng Tàu                | 110 km (68,4 mi)   | Ancho métrico  | |
| Dĩ An–Lộc Ninh                           | 100 km (62,1 mi)   | ??             | Establecido originalmente en 1933, abandonado hacia 1959. Véanse los enlaces internacionales con Camboya, más abajo. |
| Mụ Giạ–Vung Ang                          | ??                 | ??             | Vea los enlaces internacionales a Laos, más abajo. |
| Saigon–Mỹ Tho                            | 87 km (54,1 mi)    | Ancho métrico  | |
| Lào Cai–Ha Noi–Hai Phong                 | 394 km (244,8 mi)  | Ancho estándar | El gobierno vietnamita está en conversaciones con China sobre un enlace ferroviario más rápido paralelo a la vía férrea existente entre Hanói y Lào Cai. Se propone que tenga una velocidad media de 160 kilómetros por hora (99 mph) para los trenes de pasajeros. La nueva línea reduciría a la mitad el tiempo de viaje de las mercancías, y también eliminaría la necesidad de transferir las mercancías de los trenes de ancho de vía a los de ancho estándar en la frontera china. |

### Líneas cerradas
| Descripción              | Establecido | Longitud          | Ancho de vía          | Notas                                                           |
| ------------------------ | ----------- | ----------------- | --------------------- | --------------------------------------------------------------- |
| Phủ Lạng Thương–Lạng Sơn | 1895        | 31 km (19,3 mi)   | 600mm                 | Reformado y ampliado para crear el ferrocarril Hanói-Đồng Đăng. |
| Cầu Giát–Nghĩa Đàn       | —           | 30 km (18,6 mi)   | Ancho métrico         |                                                                 |
| Gia Định–Hóc Môn         | ??          | 20 km (12,4 mi)   | ??                    |                                                                 |
| Tân Ấp–Thakhek           | —           | 17,5 km (10,9 mi) | ??                    | La línea quedó incompleta.                                      |
| Đồng Đăng–Na Sầm         | 1921        | 15 km (9,3 mi)    | Ancho métrico o 600mm |                                                                 |
| Yên Trạch–Na Dương       | 1966        | 31 km (19,3 mi)   | Ancho métrico         |                                                                 |

### Enlaces ferroviarios internacionales
China
El enlace ferroviario entre Haiphong y la ciudad china de Kunming fue construido originalmente por la administración francesa de Indochina a principios del siglo XX. El tramo dentro de Vietnam tiene 389 km de longitud (237 km entre Hanói y la frontera de Lào Cai). El ferrocarril utilizaba un ancho de vía de 1.000 mm debido al terreno montañoso del recorrido. En la actualidad, la línea es la única línea principal de China que utiliza el ancho de vía métrico (o doble, ya que también puede convertirse en ancho estándar). El servicio ferroviario a lo largo de la parte china de la ruta está actualmente suspendido. El servicio transfronterizo estuvo disponible hasta 2002, cuando las inundaciones y los corrimientos de tierra, que a menudo provocan retrasos en la ruta, causaron graves daños en las vías del lado chino. La vía férrea formará la parte china del ferrocarril Kunming-Singapur, que se ha propuesto en numerosas ocasiones, y que en algún momento se esperaba completar en 2015.
El acceso ferroviario a Nanning se realiza a través de la frontera de Đồng Đăng, en la provincia de Lạng Sơn. El servicio regular suele consistir en parar en la frontera, cambiar de un tren vietnamita de vía métrica a un tren chino de vía estándar y continuar hasta Nanning. Desde 2009, existe un servicio nocturno diario; el tren sale de la estación de tren de Gia Lâm de Hanói y circula por vías de ancho estándar hasta Nanning.
Camboya
En la actualidad no hay conexión ferroviaria entre Vietnam y Camboya. La administración francesa de Indochina construyó originalmente un ferrocarril de Saigón a Lộc Ninh en la década de 1930, con la intención de ampliarlo hasta Camboya. Se abandonó en 1945, al comienzo de la primera guerra de Indochina. Se propuso una nueva línea que conectara Ciudad Ho Chi Minh con Phnom Penh (Camboya) como parte del proyecto de ferrocarril Kunming-Singapur, supervisado por la Cooperación para el Desarrollo de la Cuenca del Mekong de la ASEAN (AMBDC). La parte vietnamita de la línea, de 129 km, comenzaría con un cruce del ferrocarril Norte-Sur en la estación de Dĩ An y terminaría en Lộc Ninh, provincia de Bình Phước, cerca de la frontera con Camboya. Según el plan establecido por la ASEAN, está previsto que este tramo se complete en 2020.
Laos
En la actualidad no existe ninguna conexión ferroviaria entre Vietnam y Laos. En 2007, el Ministerio de Transporte de Laos entabló conversaciones con Vietnam para discutir la posibilidad de abrir una nueva línea ferroviaria desde Thakhek, en Laos, a través del paso de Mụ Giạ, hasta la estación de tren de Tân Ấp, en la provincia de Quảng Bình, que conectaría con el ferrocarril nacional en Vung Ang, un puerto de la provincia de Hà Tĩnh que el Gobierno vietnamita tiene previsto ampliar. Esto reviviría, en parte, un proyecto anterior pero abortado, el ferrocarril Thakhek - Tân Ấp. Según los planes establecidos por la ASEAN, la línea podría extenderse a través de Thakhek hasta la capital laosiana, Vientián. Tanto Laos como Tailandia han expresado su interés en el proyecto como una puerta de exportación más corta hacia el Océano Pacífico.

## Ferrocarril de alta velocidad

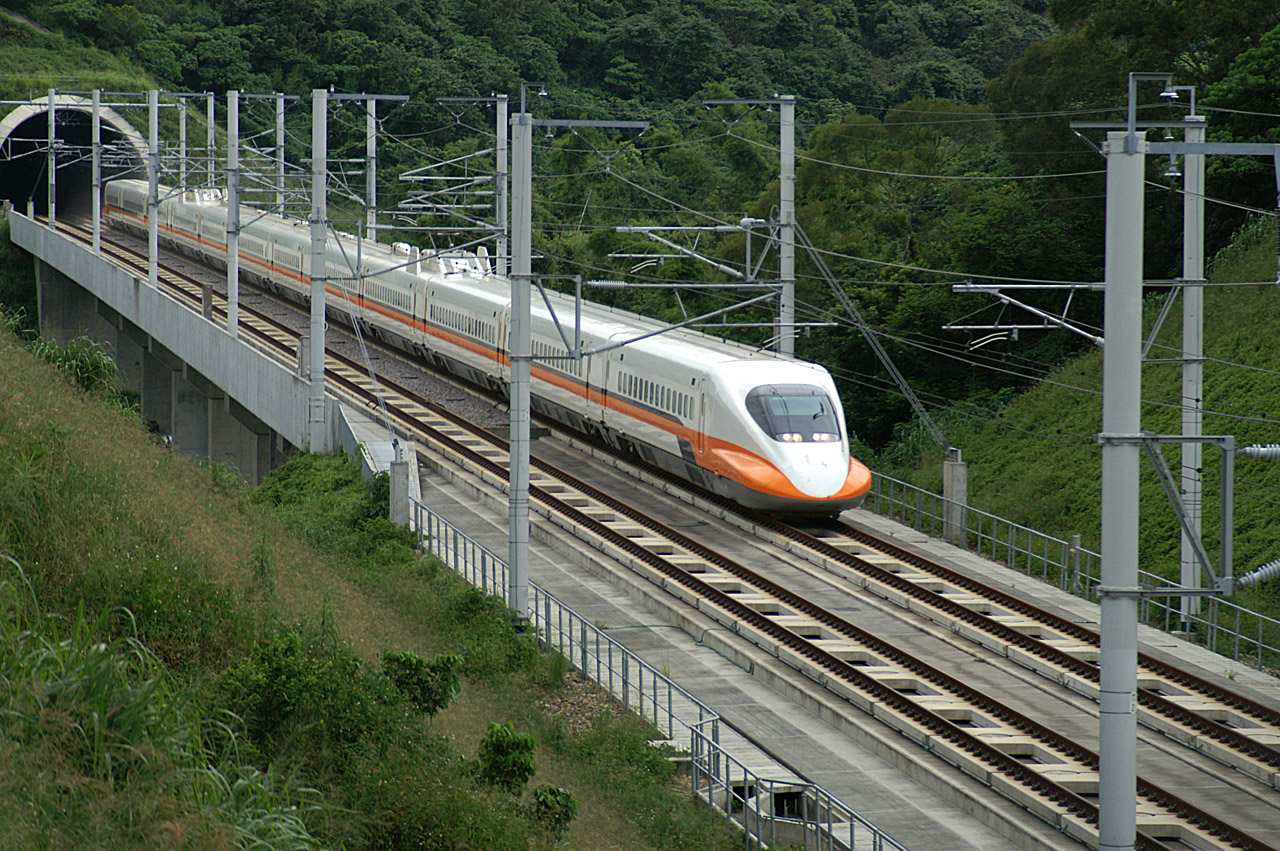
Se ha sugerido el uso de la tecnología japonesa del Shinkansen en el proyecto de ferrocarril exprés. (Foto: Taiwan High Speed Rail)

La compañía ferroviaria nacional Vietnam Railways ha propuesto un enlace ferroviario de alta velocidad entre Hanói y Ciudad Ho Chi Minh, capaz de circular a una velocidad de 300 km/h (186 mph). La financiación de la línea provendría principalmente del gobierno vietnamita, con ayuda japonesa en forma de ayuda oficial al desarrollo (AOD). La tecnología actual permite que los trenes que viajan por la actual línea de vía única de Hanói a Ciudad Ho Chi Minh completen el trayecto en aproximadamente treinta horas. Una vez terminada, la línea de alta velocidad -con tecnología japonesa Shinkansen- permitirá a los trenes completar el trayecto Hanói-Ciudad de Ho Chi Minh en menos de seis horas.
El primer ministro vietnamita, Nguyen Tan Dung, había fijado originalmente un objetivo ambicioso, aprobando una línea de 1.630 km que debía estar terminada en 2013, con un 70% de la financiación (estimada inicialmente en 33.000 millones de dólares) procedente de la AOD japonesa, y el 30% restante obtenido mediante préstamos. Informes posteriores elevaron los costes estimados a 56.000 millones de dólares (casi el 60% del PIB de Vietnam en 2009) para una fecha de finalización a mediados de la década de 2030. El 19 de junio de 2010, tras un mes de deliberaciones, la Asamblea Nacional de Vietnam rechazó la propuesta de tren de alta velocidad por su elevado coste; los diputados de la Asamblea Nacional habían pedido que se estudiara más el proyecto.

## Metros y trenes ligeros

### Metro de Ciudad Ho Chi Minh
En 2001 se propuso por primera vez una red de metro para Ciudad Ho Chi Minh como parte de un plan global de red de transporte público que incluía Ciudad Ho Chi Minh y las provincias vecinas. El proyecto está gestionado por la Autoridad de Gestión de Ferrocarriles Urbanos (MAUR), una unidad gubernamental que depende directamente del Presidente del Comité Popular de Ciudad Ho Chi Minh. El plan de la ciudad prevé desarrollar tres líneas de monorraíl o tren ligero con una longitud total de 37 kilómetros y seis rutas de metro subterráneo con una longitud total de 107 kilómetros. La primera línea de la red, que conecta el Mercado Bến Thành y el parque de Suoi Tien, en el distrito 9, está prevista para 2015, y una segunda línea entre el Mercado Bến Thành y Tham Luong, en el distrito 12, comenzará a construirse en agosto de 2010 y su finalización está prevista para 2016. Otras líneas propuestas son: una línea Mercado Bến Thành-Bình Tân a través de Cholon; una línea que va de Lang Cha Ca, en el distrito de Tân Bình, a Van Thanh Park, en el distrito de Bình Thạnh; una línea que conecta Thu Thiem, en el distrito 2, con Can Giuoc, en el distrito 8; y una línea que va de Ba Queo, en el distrito de Tân Bình, a Phu Lam, en el distrito 6.

### Metro de Hanói
En julio de 2008, el entonces primer ministro vietnamita, Nguyễn Tấn Dũng, aprobó un plan global de desarrollo del transporte para Hanói que, entre otros proyectos, proponía un sistema de metro con cinco rutas. El proyecto lo lleva a cabo la Junta del Proyecto de Transporte Ferroviario Metropolitano de Hanói (HRB). En la primavera de 2009, se estaban estudiando los proyectos de cuatro líneas: la estación de ferrocarril Nho-Hanói (la línea "piloto"), la línea Nam Thang Long-Tran Hung Dao, la línea Cat Linh-Hà Đông y la línea Yen Vien-Ngoc Hoi. Las líneas Nho-Hanói, Cat Linh-Hà Đông y Yen Vien-Ngoc Hoi están actualmente en fase de investigación. Se espera que los estudios técnicos del sistema estén terminados en 2009. La Agencia de Cooperación Internacional de Japón (JICA) ha confirmado que la línea Nam Thang Long-Tran Hung Dao comenzaría a construirse a mediados de 2011, y se completaría en 2014 para su plena explotación en 2016.

## Infraestructura
La mayor parte de las infraestructuras ferroviarias de Vietnam - puentes, vagones, vías, material rodante, equipos de señalización y comunicación, e instalaciones de mantenimiento - han sufrido un grave deterioro, principalmente debido a los daños causados durante la guerra de Vietnam y a la posterior falta de inversión de capital y mantenimiento [cita requerida]. Más recientemente, los proyectos de rehabilitación sostenidos por la ayuda oficial al desarrollo han permitido sustituir las piezas más críticas de la infraestructura a lo largo de la línea, aunque todavía queda mucho trabajo por hacer.

### Vías

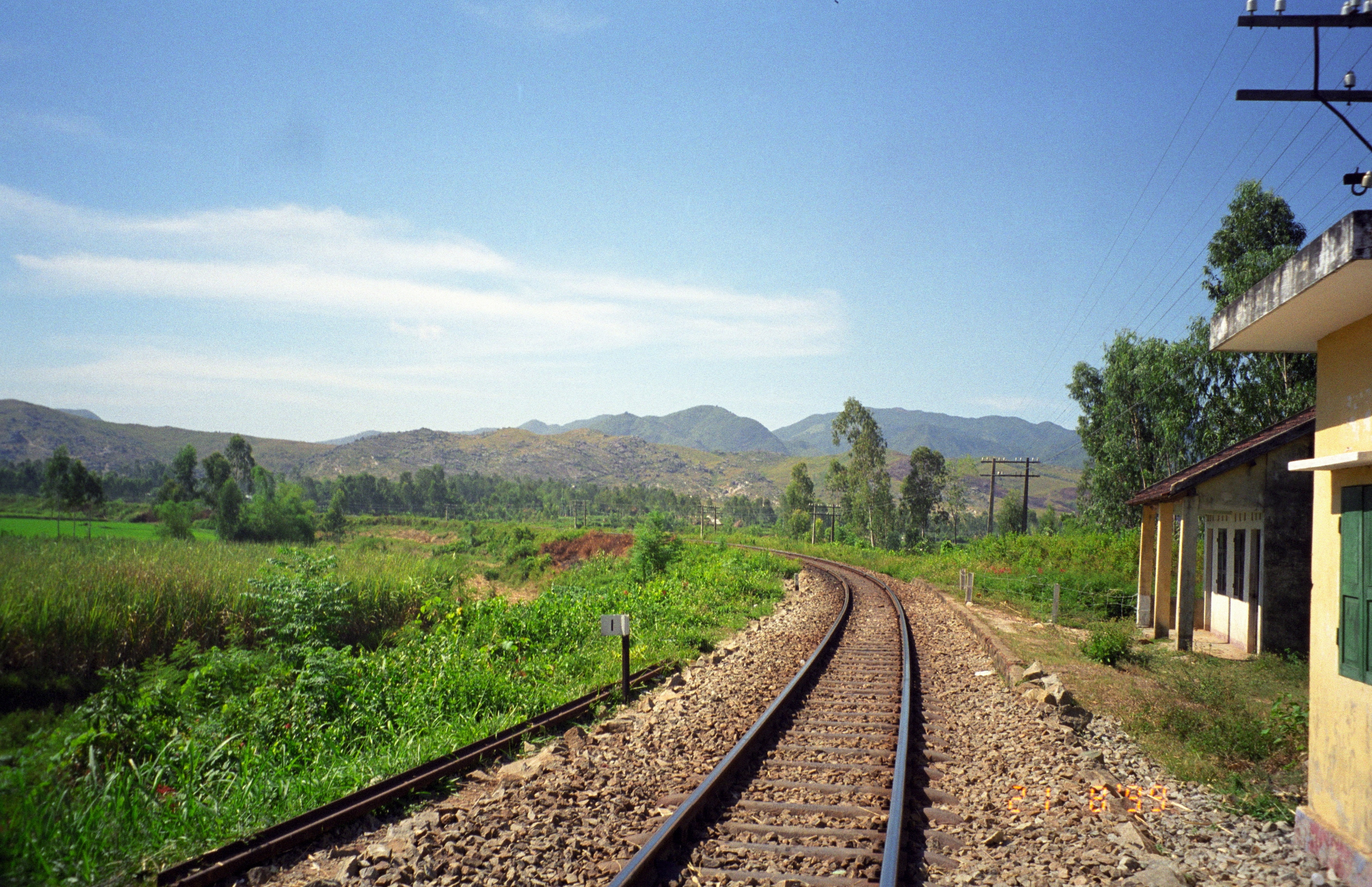
Un paso a nivel cerca de My Son.

La mayoría de las líneas ferroviarias vietnamitas existentes utilizan el ancho de vía métrico, aunque al noreste de Hanói se utilizan el ancho estándar y el mixto. En 2005, había aproximadamente 2.600 km de vías en uso en todo Vietnam:
- 2.169 km de ancho de vía (1.000 mm);
- 178 km de ancho estándar (1.435 mm); y
- 253 km de ancho mixto (1.435 mm y 1.000 mm).

Además de las vías activas, hay unos 506 km de vías en uso como apartadero, con lo que el total de vías tendidas en todo el país es de 3.106 km.

### Puentes
Vietnam Railways informa de que el número de puentes ferroviarios a lo largo de la línea Norte-Sur es de 1.300, con un total de unos 28.000 m, es decir, aproximadamente el 63% del total nacional. Considerando tanto los puentes ferroviarios estándar como los puentes combinados, la longitud total a lo largo de la línea Norte-Sur es de unos 36.000 m. Muchos de los puentes ferroviarios están muy desgastados por el paso de tiempo y los daños causados por la guerra de Vietnam, a pesar de su restauración tras la guerra. En 2007, quedaban 278 puentes que requerían una rehabilitación importante a lo largo de la línea ferroviaria Norte-Sur. En toda la red ferroviaria vietnamita, los Ferrocarriles de Vietnam informan de un total de 1.790 puentes ferroviarios, con una longitud total de 45.368 m.

### Túneles
Hay 27 túneles ferroviarios a lo largo de la línea Norte-Sur, con una longitud total de 8.335 m. En toda la red ferroviaria vietnamita, los Ferrocarriles de Vietnam informan de un total de 39 túneles con una longitud combinada de 11.512 m. Algunos túneles no están bien drenados y sufren un deterioro del revestimiento, lo que provoca fugas de agua que obligan a reducir la velocidad.

### Señalización
La línea ferroviaria Norte-Sur utiliza un sistema de bloque semiautomático, que permite que las señales individuales funcionen como señales automáticas o manuales. Estas sustituyen al método de fichas utilizado en años anteriores. Según un equipo de evaluación conjunto japonés-vietnamita, la reciente instalación de sistemas adicionales de señales automáticas en cruces clave de la línea ha contribuido a reducir los accidentes ferroviarios. Las señales de semáforo se utilizaban antes en toda la red ferroviaria vietnamita, pero se están sustituyendo gradualmente por señales luminosas en color; la mayoría de las líneas ferroviarias del norte de Vietnam han sido convertidas.
Según los Ferrocarriles de Vietnam, se han instalado sistemas automáticos de alerta en 230 pasos a nivel de todo el país.

### Comunicaciones
Desde 1998, se utiliza la tecnología de Modo de Transferencia Asíncrona de microbanda a lo largo de la línea ferroviaria Norte-Sur para enviar señales de televisión; las líneas de transmisión de 64 kbit/s se alquilan a la Corporación de Correos y Telecomunicaciones de Vietnam (VPTC). A lo largo de algunos tramos de la línea - por ejemplo, de Hanói a Vinh y de Nha Trang a Ciudad Ho Chi Minh - se ha desplegado una red de cable de fibra óptica; los Ferrocarriles de Vietnam tienen la intención de ampliar la red a lo largo de la distancia restante de Vinh a Nha Trang. Se ha instalado un sistema de conmutación con centrales digitales, conectado a través del sistema de transmisión existente y la red telefónica pública. A medida que avanza la modernización del sistema de telecomunicaciones, las centrales manuales se van sustituyendo por centrales digitales.

### Alcantarillado
La red ferroviaria vietnamita incluye 4.860 alcantarillas, con una longitud total de 71.439 m.

## Seguridad

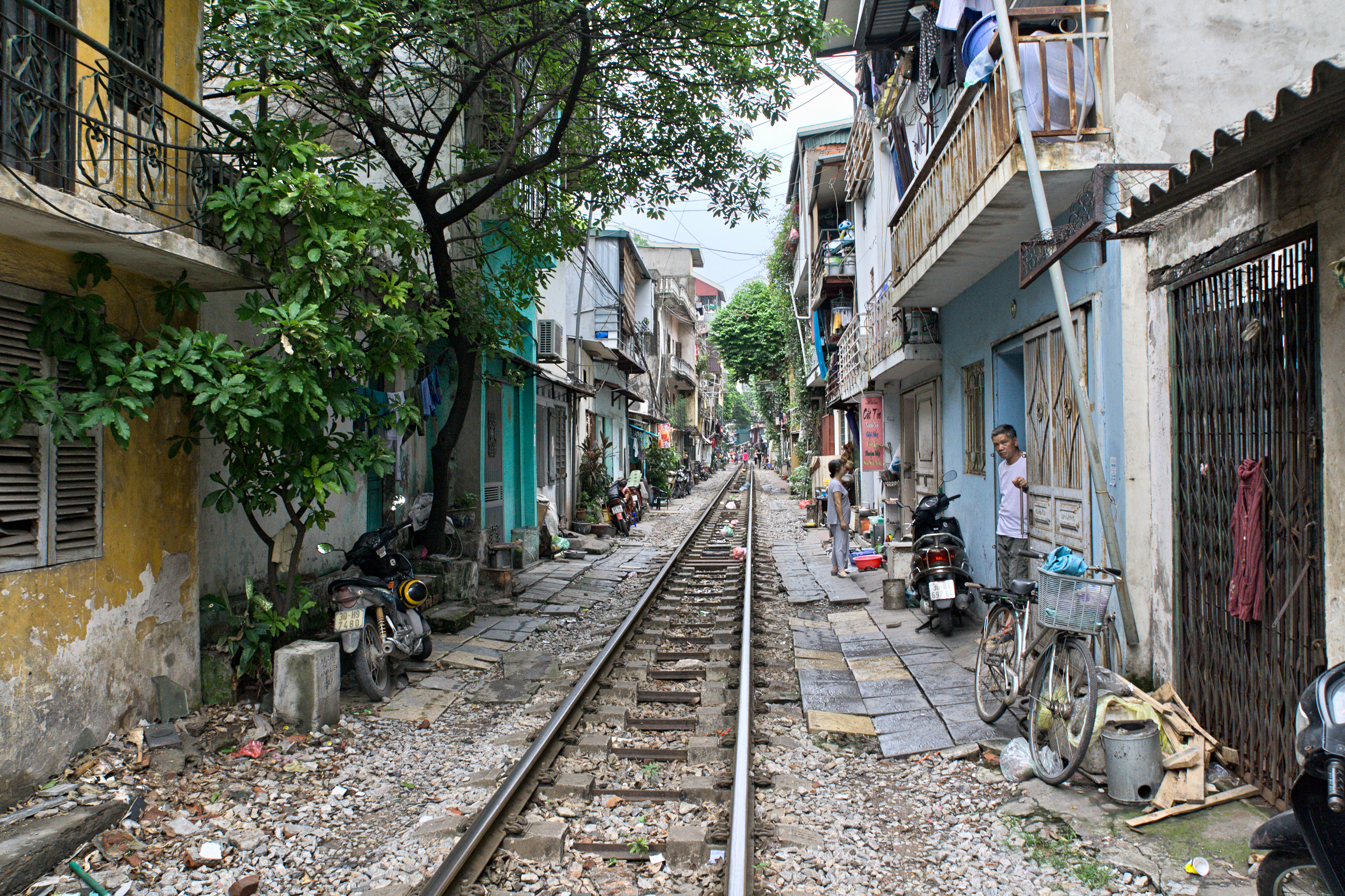
Residencias directamente adyacentes a las vías del tren en Hanói.

El estado general de la infraestructura ferroviaria en Vietnam varía de malo a regular; la mayor parte de la red sigue necesitando rehabilitación y mejora, ya que sólo ha recibido reparaciones temporales por los daños sufridos durante décadas de guerra. Un equipo de evaluación conjunto japonés-vietnamita descubrió que el mal estado de la infraestructura ferroviaria era la causa fundamental de la mayoría de los accidentes ferroviarios, de los cuales los más comunes son los choques de trenes contra vehículos y personas, especialmente en los pasos a nivel ilegales; también se observó que los descarrilamientos provocados por la falta de disminución de la velocidad eran una causa común de accidentes.
La red ferroviaria vietnamita está atravesada por muchas carreteras en varias zonas muy concurridas; por ello, se han producido accidentes con vehículos y peatones. En los 10 primeros meses de 2009 se produjeron 431 accidentes ferroviarios en todo Vietnam, que causaron 166 víctimas y 319 heridos. Un investigador de la Universidad Villanova señaló que "hay numerosos problemas de seguridad en los pasos a nivel... normalmente, se produce un accidente cada día". Muchos puentes y túneles ferroviarios se han deteriorado desde la década de 1970, lo que obliga a los trenes que pasan por encima o a través de ellos a reducir la velocidad hasta 15 km/h. Además, el centro del país está sometido a violentas inundaciones anuales y los puentes suelen ser arrastrados, lo que provoca largos cierres.
Junto con los recientes esfuerzos destinados a la rehabilitación de la infraestructura, la reciente adopción de medidas de seguridad por parte de los Ferrocarriles de Vietnam ha propiciado un descenso de los accidentes ferroviarios. Estas medidas incluyen: campañas de concienciación pública sobre la seguridad ferroviaria en los medios de comunicación; construcción de vallas y barreras de seguridad en los pasos a nivel críticos de las principales ciudades; movilización de voluntarios para el control del tráfico en las estaciones de tren y los pasos a nivel, especialmente durante las temporadas de vacaciones; la instalación de sistemas adicionales de señalización automática; y la construcción de pasos elevados y subterráneos para desviar el tráfico.

## Gestión ferroviaria

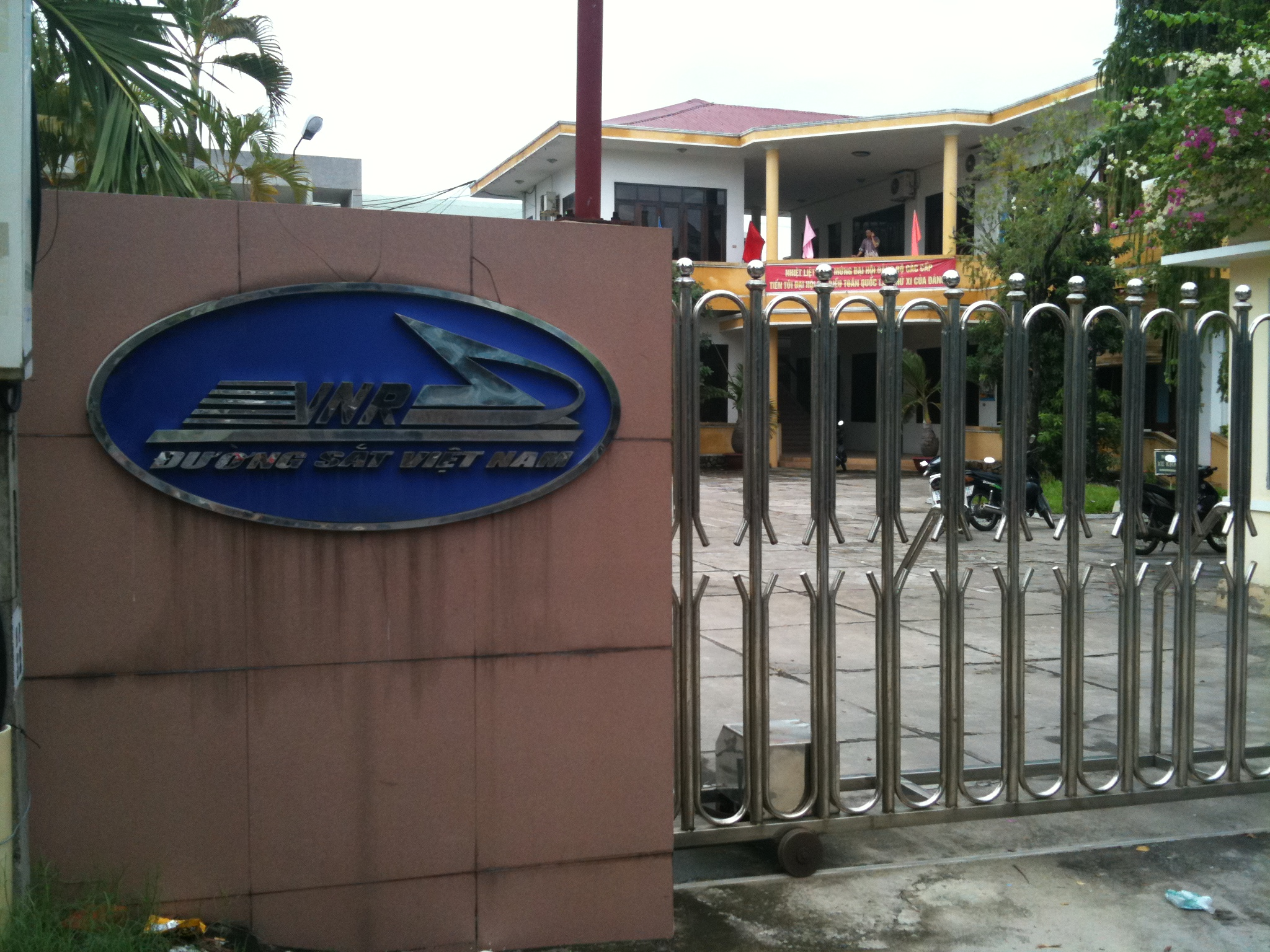
Sucursal de Da Nang de los Ferrocarriles de Vietnam.

La red ferroviaria vietnamita es propiedad y está gestionada por la empresa estatal Vietnam Railways (VNR), que cuenta con varias filiales dedicadas a la construcción, las comunicaciones, la formación y otras actividades relacionadas con el mantenimiento del ferrocarril. Tras el final de la guerra de Vietnam en 1975, la red ferroviaria vietnamita recién reunificada fue gestionada de forma centralizada por el precursor de VNR, el Departamento de Ferrocarriles del gobierno. Al principio, las bajas tarifas ferroviarias y el mal estado de las infraestructuras utilizadas en otros medios de transporte propiciaron un elevado uso, pero los ingresos resultaron insuficientes para cubrir los costes de explotación del ferrocarril. En 1986, la aplicación por parte del Gobierno de las reformas económicas Doi Moi supuso la desregulación del sector del transporte y el paso a una economía de mercado, lo que obligó a los ferrocarriles a cambiar para mantener una ventaja competitiva. El Departamento de Ferrocarriles se reorganizó en Ferrocarriles de Vietnam (en vietnamita: Đường sắt Việt Nam) en 1989; desde entonces, la reforma ferroviaria ha pasado por varias etapas. La responsabilidad de la infraestructura ferroviaria y la explotación se separaron por decreto gubernamental en 1994. El gobierno de Alemania comenzó a prestar asistencia en la reestructuración del sector ferroviario en 2000, lo que permitió a VNR mejorar la eficiencia y la eficacia de sus operaciones, aumentando así su competitividad. En 2003, VNR se reorganizó como una corporación estatal, la Corporación Ferroviaria de Vietnam, que opera en el transporte ferroviario y los servicios relacionados; la administración ferroviaria y la gestión de la infraestructura se entregaron a la Administración Ferroviaria de Vietnam, bajo la autoridad del Ministerio de Transporte. El 19 de mayo de 2005, la Asamblea Nacional aprobó una Ley de Ferrocarriles; aunque todavía no se ha publicado el reglamento de aplicación de la ley, proporciona una base sólida para el desarrollo del sector; entre otras cosas, propone que se invite a los inversores extranjeros a invertir en los Ferrocarriles de Vietnam.

### Mapas
- Mapa de las infraestructuras de transporte de Vietnam publicado por el Banco Mundial

- Datos: Q749818
- Multimedia: Rail transport in Vietnam / Q749818